# Муеряска-де-Сус
Муеряска-де-Сус (рум. Muereasca de Sus) — село у повіті Вилча в Румунії. Входить до складу комуни Муеряска.
Село розташоване на відстані 165 км на північний захід від Бухареста, 12 км на північний захід від Римніку-Вилчі, 104 км на північ від Крайови, 114 км на південний захід від Брашова.

## Населення
За даними перепису населення 2002 року у селі проживали 598 осіб, усі — румуни. Усі жителі села рідною мовою назвали румунську.